# フェニックス・ディアー・バレー空港

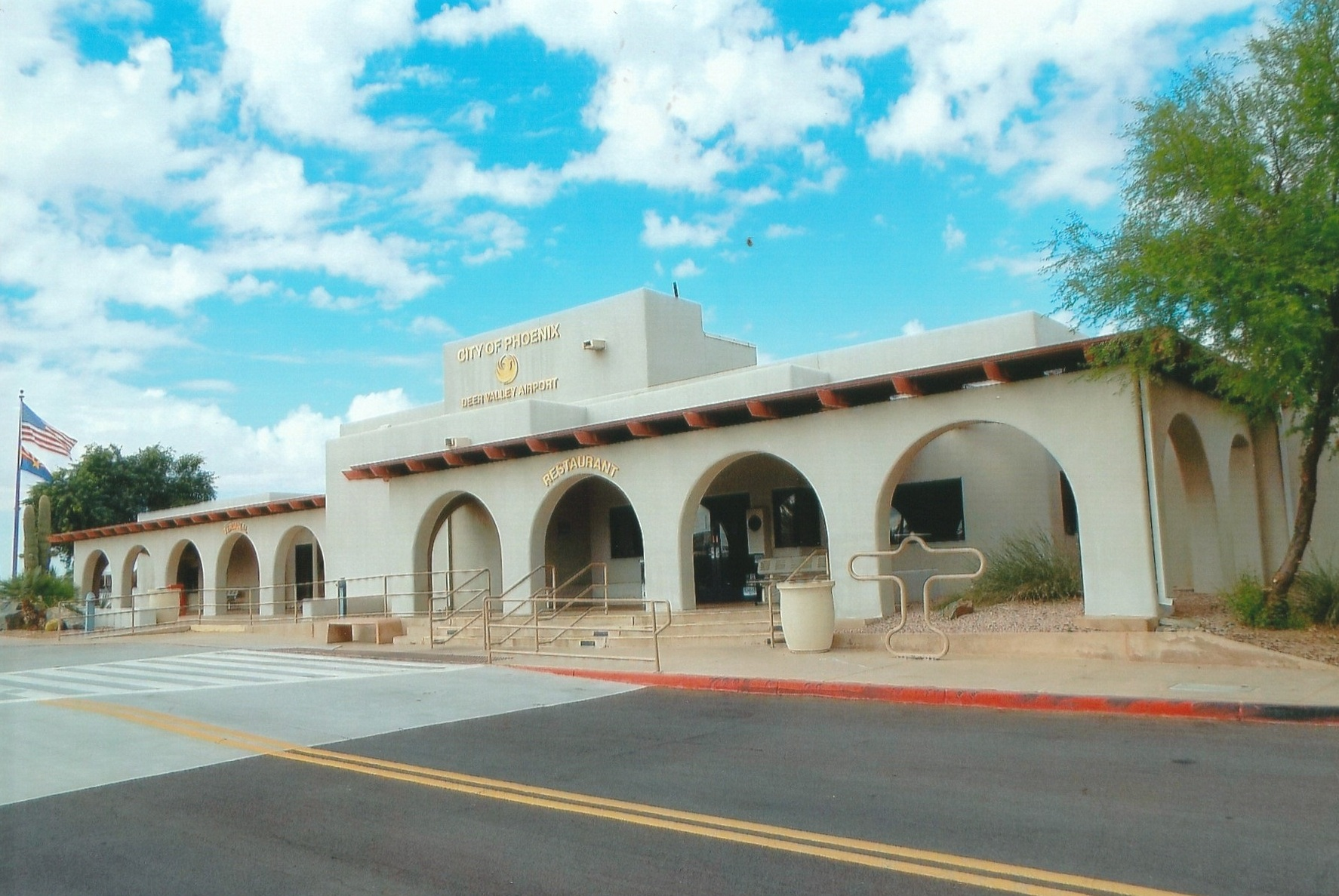
ターミナル

フェニックス・ディアー・バレー空港（英語、Phoenix Deer Valley Airport）とは、アメリカ合衆国のアリゾナ州の州都であるフェニックス市の北方約27kmの場所に設置されている、公共の空港である。

## 概要
フェニックス市営の空港であり、敷地面積は、約370ha（約3.7km2）である。
近くには民間旅客機で混雑するフェニックス・スカイハーバー国際空港がある。
。
フェニックス・ディアー・バレー空港は、フェニックス・スカイハーバー国際空港の混雑緩和のために用いられている。
フェニックス・ディアー・バレー空港の2013年の年間の航空機発着回数は37万6504回を数える。この37万6504回の内訳は、ゼネラル・アビエーションが約65％、軍用機による利用が約35％で、その他は1％に満たなかった。基本的に航空会社が定期便を発着させていないものの、航空会社のチャーター便の発着のために利用することはあり、その他の1％未満の中に、このチャーター便が含まれている。このチャーター便を多く利用しているのは、空港付近に存在する2つの学校（Westwind School of AeronauticsとTransPac Aviation Academy）である。